# Johannes Sambucus

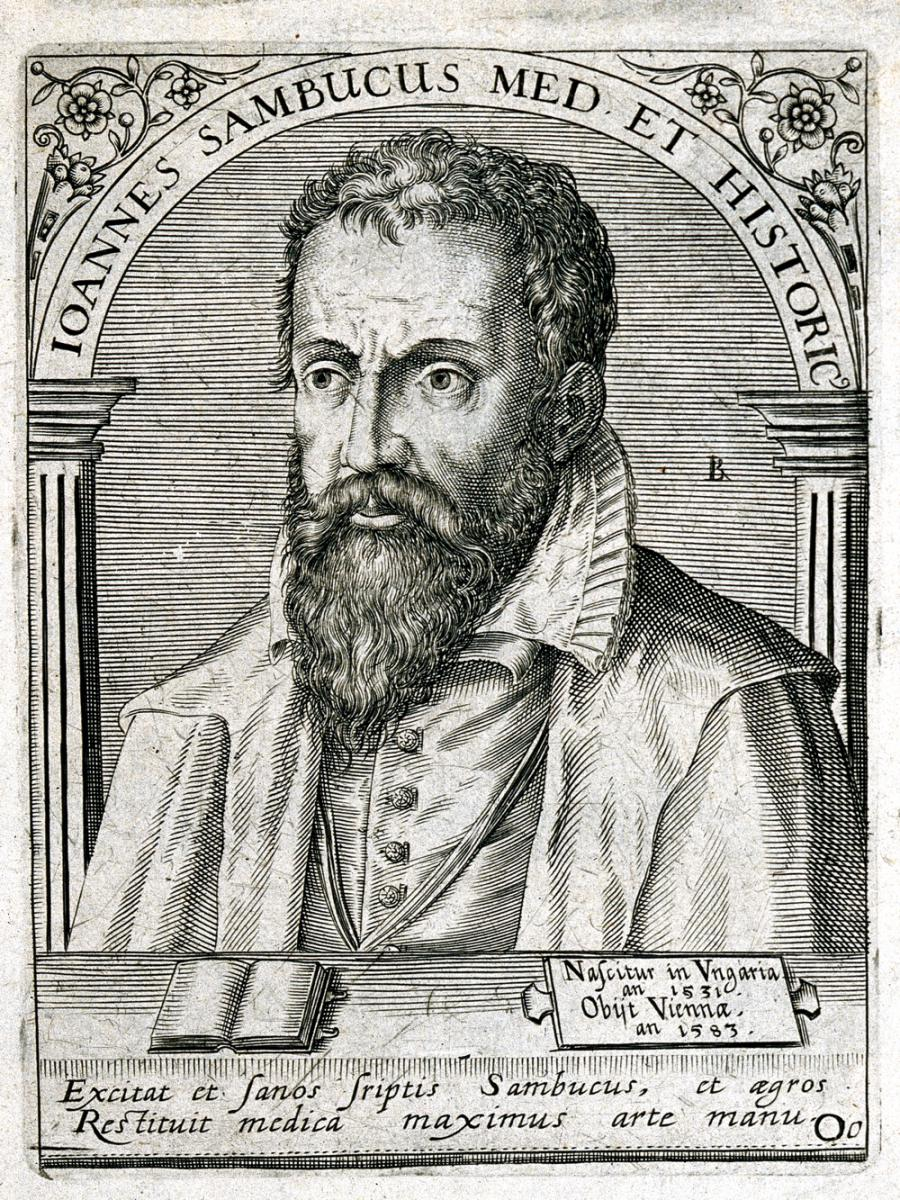
Johannes Sambucus (1531–1584)

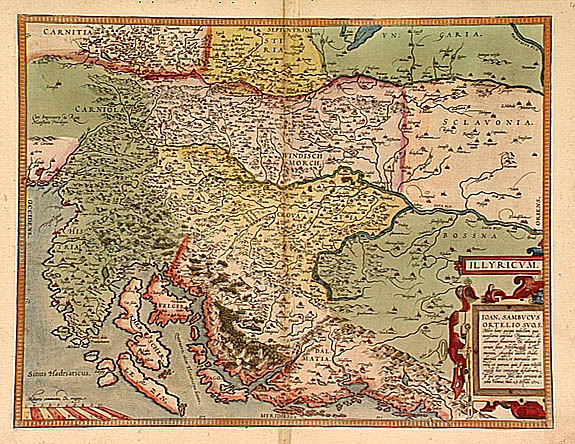
Karte von „Illyricum“, von Abraham Ortelius (1588), nach einer Vorlage von Johannes Sambucus (1572), die auf Grundlage einer Karte von Augustin Hirschvogel (1564) entstand.

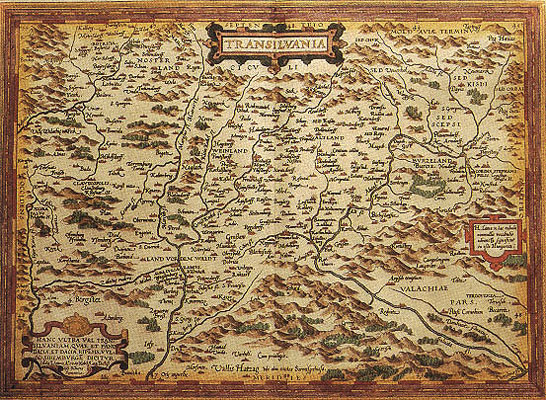
Johannes Sambucus: Karte von „Transilvania“

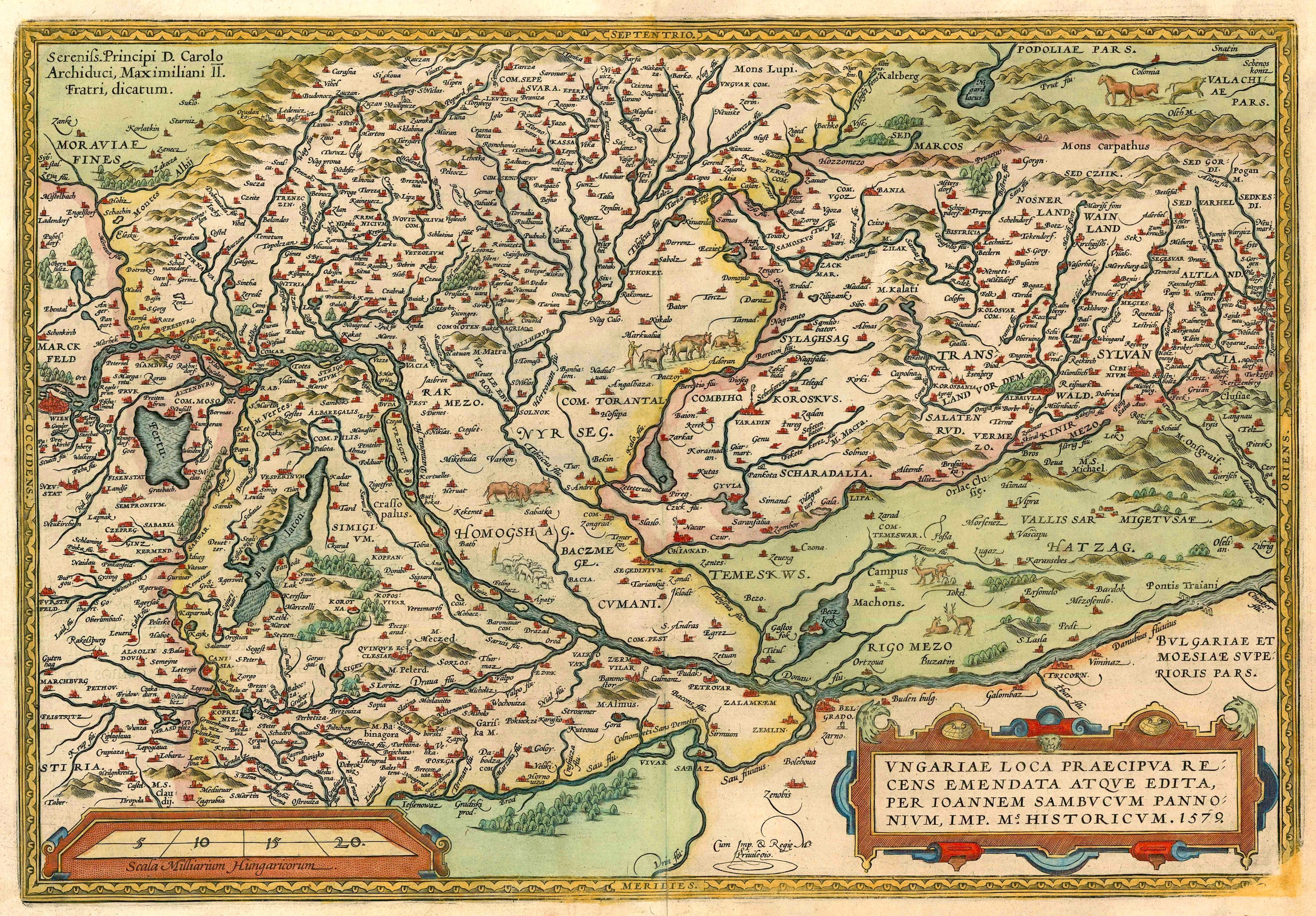
Johannes Sambucus: Karte von Ungarn (Teilgebiet), 1578

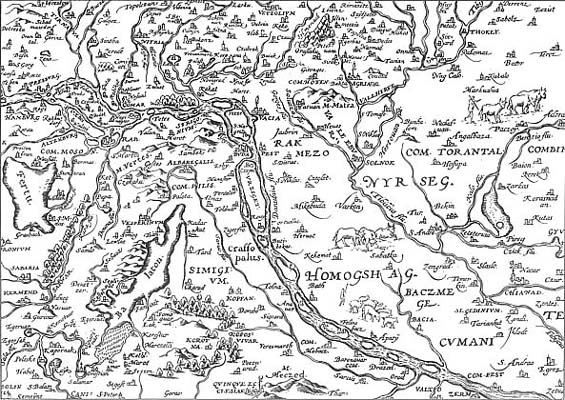
Johannes Sambucus: Karte von Ungarn (Teilgebiet)

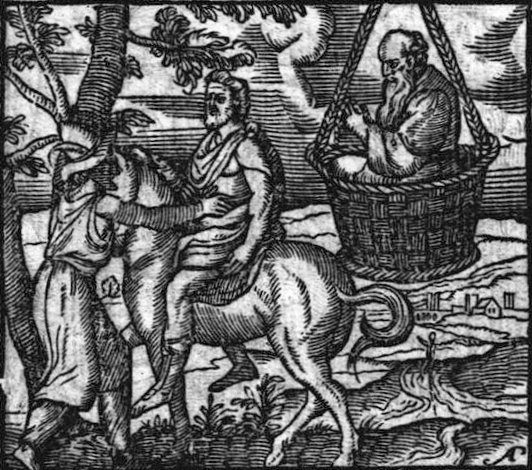
Johannes Sambucus: Diskussion zwischen Reiter und Schäfer, dahinter Sokrates im Korb, in der Luft hängend. Möglicherweise eine Anspielung auf die sokratische Dialogführung. Aus Emblemata (1564)

Johannes Sambucus (eigentlich János Zsámboky, Varianten: Joannes Bochius, Ioes Sabucus, Sambuci, Iehan Sambucus, Ján Sambucus, Johannes Pannonicus Sambucus; * 25. Juli 1531 oder 30. Juli 1531 oder 1. Juni 1531 in Tyrnau (Trnava, Nagyszombat, heute Slowakei); † 13. Juni 1584 in Wien) war ein ungarischer Universalgelehrter, unter anderem Arzt, humanistischer Philologe, Dichter, Bibliophiler und Mäzen.
Er absolvierte zunächst ab 1542 in Wien, Leipzig, Wittenberg, Ingolstadt, Straßburg sowie in Paris ein Studium der Philologie (Altsprachen, Jura, Geschichte und Philosophie).
Insbesondere wurde er beeinflusst von den Werken Platos. 1551 erreichte er an der Universität Paris den Magister-Abschluss in Philosophie. An der Universität Padua wandte er sich von 1553 bis 1557 dem Studium der Medizin zu, erlangte 1555 das Medizin-Lizenziat und 1560 ließ er sich als Arzt in Wien nieder, das damals zu einem Mittelpunkt auch des ungarischen wissenschaftlichen und kulturellen Lebens geworden war. Von 1558 bis 1564 führten ihn Reisen nach Venedig, Padua, Genua, Neapel, Mailand, Gent und Antwerpen.
Bei seinem Italienaufenthalt hatte Sambucus eine damals beliebte Kunstform, die „Emblemata“, kennengelernt. Als Dichter und Kenner der Antike sowie Lateinkundiger bot sich ihm hier eine ideale Plattform geistiger und künstlerischer Betätigung. 1564 (rückdatiert, tatsächlich erst 1565) erschien die erste Auflage seiner „Emblemata“, innerhalb kurzer Zeit folgten fünf weitere, die ihn schlagartig als Meister dieser Literaturform international berühmt machten. Er war der erste ungarische Autor, dessen Werke ins Französische und bald auch ins Englische übersetzt wurden.
Sambucus veranlasste in Wien 1581 auch die Herausgabe der ersten Auflage des Buches  Corpus iuris Hungarici. Mit den darin enthaltenen, auf Rechtsregeln der Antike basierenden, Grundsätzen war er an der Schaffung der Grundlagen des ungarischen Rechtssystems beteiligt.
Bald avancierte Sambucus zum Hofarzt Kaiser Maximilians II. sowie zum Kaiserlichen Rat und Hofhistoriograf. Aus seinem damit erlangten beträchtlichen Vermögen legte er sich in der Folge die damals größte Privatbibliothek der Welt an. Die Bibliothek enthielt zahlreiche bis dahin unbekannte antike und zeitgenössische griechische und lateinische Handschriften (unter den zeitgenössischen z. B. Janus Pannonius und Antonio Bonfini), deren Texte er teils selbst edierte oder durch großzügiges Mäzenatentum den Druck ermöglichte. Viele Lobreden in Vorworten der so entstandenen Drucke künden davon. Außerdem publizierte er verschiedene Karten und geografische Beschreibungen, z. B. Hungaria, Transilvaniae Descriptio und Illirium und selbst verfasste lateinische Gedichte. Darüber hinaus besaß er eine große Münz- und Kunstsammlung.
Sambucus führte mit zahlreichen Persönlichkeiten der humanistischen Geisteswelt seiner Zeit eine Briefkorrespondenz. Von ihm stammen des Weiteren zahlreiche Übersetzungen und Kommentare zu Werken römischer und griechischer Autoren der Antike sowie Abhandlungen zur Geschichte Ungarns.
Johannes Sambucus starb am 13. Juni 1584 in Wien. In der Singerstraße im 1. Bezirk, Haus Nr. 3, ist eine Gedenktafel angebracht.
Die Sammlung des Sambucus bildete den Grundstock zur Handschriftensammlung der Österreichischen Nationalbibliothek.

## Ausgaben
- Johannes Sambucus: Emblemata et aliquot nummi antiqui operis. Olms, Hildesheim u. a. 2002, ISBN 3-487-11380-5 (Nachdruck der Ausgabe Antwerpen 1566)
- Hans Gerstinger (Hrsg.): Aus dem Tagebuch des kaiserlichen Hofhistoriographen Johannes Sambucus (1531–1584): Cod. Vind. lat. 9039 (= Österreichische Akademie der Wissenschaften, Sitzungsberichte, Philosophisch-historische Klasse, Band 248, Abhandlung 2). Böhlau, Wien 1965.
- Hans Gerstinger: Die Briefe des Johannes Sambucus (Zsamboky) 1554–1584 (= Österreichische Akademie der Wissenschaften, Sitzungsberichte, Philosophisch-historische Klasse, Band 255). Böhlau, Graz u. a. 1968.